# 岡登貞治
岡登 貞治（おかのぼり ていじ ／ さだはる、1888年 - 1976年5月9日）は、美術教育家、手工芸家。
長崎県出身。東京美術学校卒。長崎で小学校の図工教師をしながら文様の研究を続ける。

## 著書
- 『新撰図案集 単位の巻』大同館書店 1922
- 『新選図案集 平面の巻』大同館書店 1932
- 『欧米美育大観』采文閣 1933
- 『日本絵画史読本』東邦美術協会 1936
- 『たのしい工作 学年別工作図鑑 1～6年生』ポプラ社 1955
- 『日本画 人とその作品』東京ライフ社 東京選書 1955
- 『図画・図案・手芸大事典』ポプラ社 1956
- 『小学生の工作事典 1・2～5・6年』誠文堂新光社 1960
- 『わが家の工作』東都書房 1960
- 『日本伝統文様集』造形社 1975

### 共編著
- 『ペースト図案 学校と家庭趣味と実用』吉野正孝共著 成武堂書店 1931
- 『小学校の図工指導』共著 日本教育図書 1949
- 『たのしい図画工作 4年』共著 日本教育図書 1949
- 『中学図画工作』田原輝夫,手塚又四郎,松田義之,三苫正雄ほか共著 日本教育図書 1949
- 『染色精義』共編著 東洋図書 1950
- 『手芸・工作図案集』編 啓佑社 1953
- 『図説全集　手芸・工作図説』岡登けい共著 岩崎書店 1954
- 『手芸実習講座』全3巻 岡登けい共著 岩崎書店 1956
- 『手芸の事典』蜂須賀年子共編著 東京堂出版 1967
- 『文様の事典』編 東京堂出版 1968
- 『日本文様図鑑』編 東京堂出版 1969
- 『世界文様図鑑』編 東京堂出版 1970
- 『原始文様図鑑』編 東京堂出版 1971
- 『手芸文様図鑑』編 東京堂出版 1971
- 『十二支の文様 四方山話』編著 造形社 1972

## 注
1. ↑  『人物物故大年表』
2. ↑  『文様の事典』序文